# Jan Josef Ignác Löw z Erlsfeldu
Rytíř Jan Josef Ignác Löw (též Loew) z Erlsfeldu (německy Johann Joseph Ignaz Loew von Erlsfeld; 15. ledna 1673 Praha – 3. listopadu 1716 tamtéž) byl česko-německý právník a místopísař Českého království.

## Život

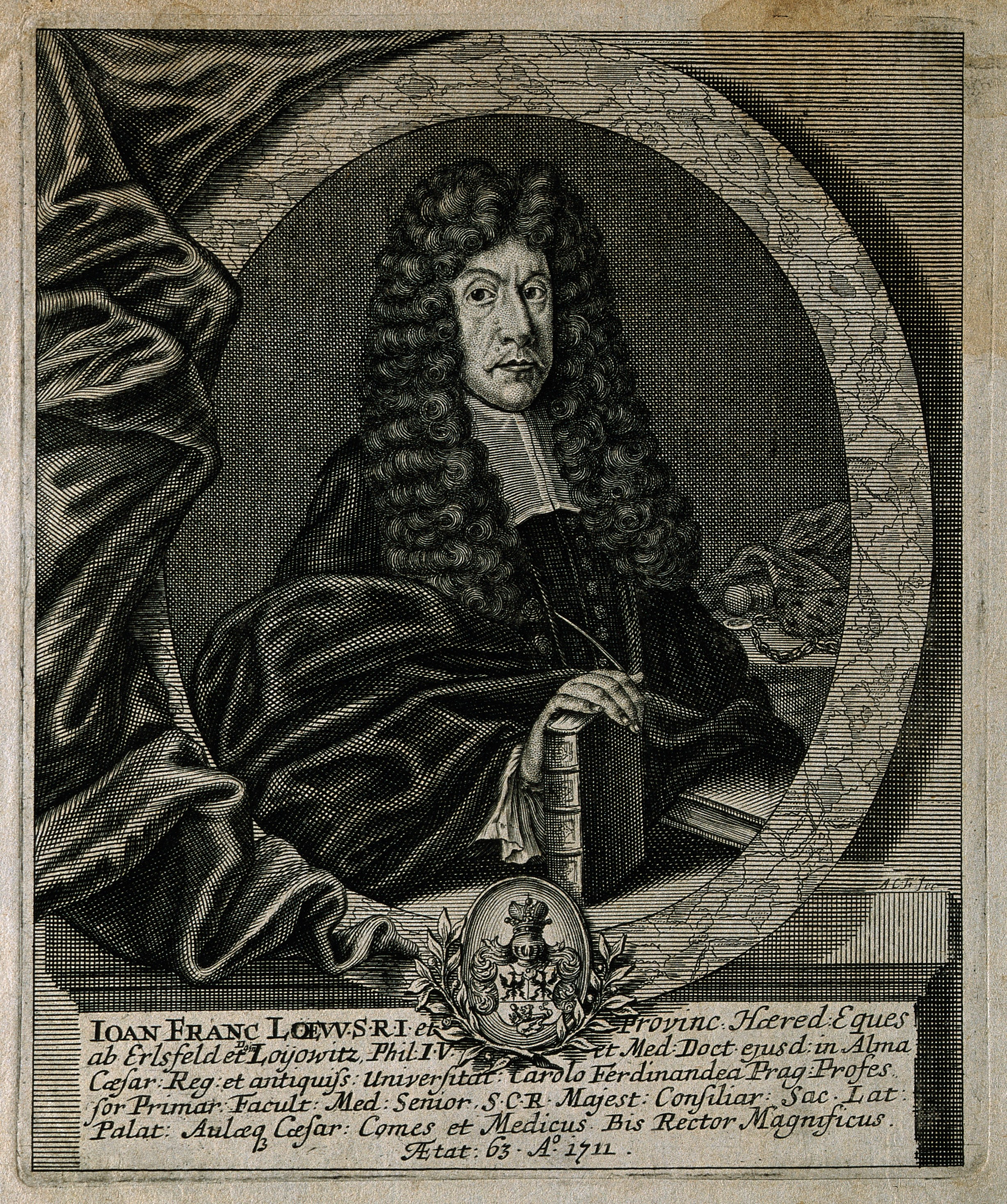
Jan František Löw z Erlsfeldu, otec Jana Josefa Ignáce. Rytina z roku 1711.

Narodil se jako syn císařského dvorního lékaře, univerzitního profesora a rektora Univerzity Karlovy Jana Františka Löwa z Erlsfeldu, pána z Modletic u Prahy a jeho manželky Johany Markéty Cassiniové z Bugelly.
Jan Josef Löw z Erlsfeldu byl místopísařem Českého království a majitel Lojovic u Prahy.

### Manželství
Od roku 1707 byl ženatý s Alžbětou Alsterlovou z Astfeldu, dcerou Františka Mikuláše Alsterleho z Astfeldu (1652–1719), purkrabího Pražského hradu, a jeho manželky Maxmiliány, rozené baronky Kurcpachové z Trachenburka a Milíče (1640–1706).